# János Székely (Bischof)

Bischofswappen von János Székely

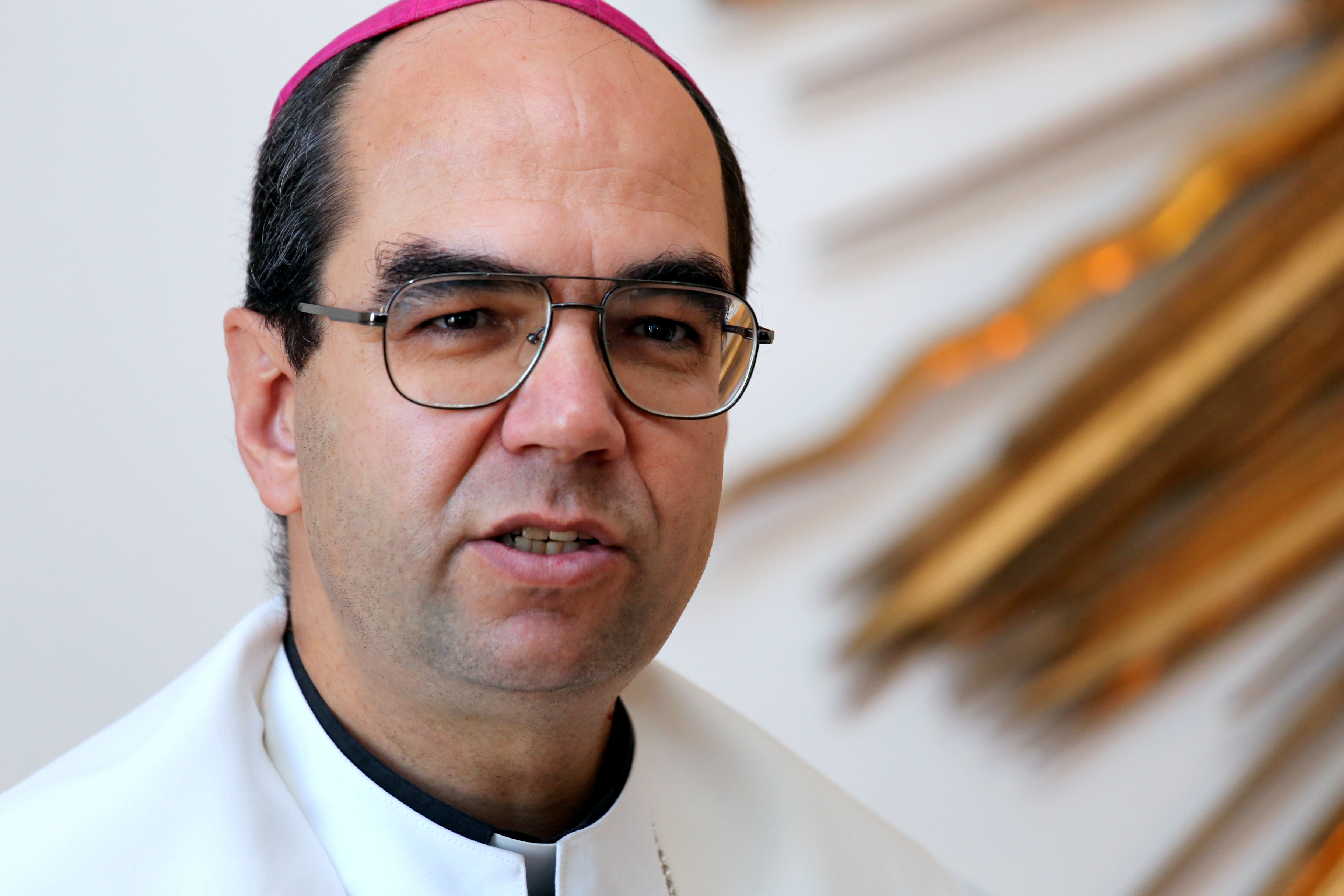
János Székely (2013)

János Székely (* 7. Juni 1964 in Budapest) ist ein ungarischer römisch-katholischer Geistlicher und Bischof von Szombathely.

## Leben
János Székely empfing am 2. März 1991 von Weihbischof Imre Asztrik Várszegi die Priesterweihe für das Erzbistum Esztergom-Budapest. An der Katholischen Péter-Pázmány-Universität in Budapest wurde er 1997 zum Dr. theol. promoviert.
Papst Benedikt XVI. ernannte ihn am 14. November 2007 zum Titularbischof von Febiana und zum Weihbischof in Esztergom-Budapest. Die Bischofsweihe spendete ihm der Erzbischof von Esztergom-Budapest, Péter Kardinal Erdő, am 5. Januar 2008; Mitkonsekratoren waren der Apostolische Nuntius in Ungarn, Erzbischof Juliusz Janusz, und Weihbischof György Udvardy.
Am 18. Juni 2017 ernannte ihn Papst Franziskus zum Bischof von Szombathely. Die Amtseinführung fand am 8. Juli desselben Jahres statt.

## Ehrungen
Székely wurde am 17. Januar 2019 mit dem Raoul-Wallenberg-Preis für sein Engagement gegen die Diskriminierung, gegen Anti-Roma-Rassismus und gegen Verletzungen der Bürger- und Menschenrechte der Roma in Ungarn ausgezeichnet.